# 马提尼克大区委员会
马提尼克大区委员会（法語：Conseil régional de la Martinique）是法国海外领地马提尼克过去的大区一级立法机关，办公地点设在法兰西堡的德费尔克吕尼。
2016年1月1日，马提尼克大区委员会停止存在，其职能交由新设立的马提尼克议会行使。

## 主席
- 马提尼克大区委员会主席